# دانيال أ. بيلي
دانيال أ. بيلي هو سياسي أمريكي، ولد في 5 يونيو 1894، وتوفي في 4 يونيو 1970. نشط حزبياً في الحزب الجمهوري. وقد انتخب عضو مجلس ولاية بنسيلفانيا ‏.